# Referendum sull'indipendenza della Slovenia
Il 23 dicembre 1990 si tenne un referendum sull'indipendenza nella Repubblica di Slovenia. Sia la coalizione di governo di centro-destra che l'opposizione di sinistra sostennero il referendum e invitarono gli elettori a sostenere l'indipendenza slovena. 
Il parlamento sloveno fissò una soglia per la validità del plebiscito all'affluenza 50%+1 (la maggioranza assoluta).

## Risultati
Il 26 dicembre i risultati del referendum vennero proclamati ufficialmente da France Bučar in Assemblea. L'88,5% degli aventi diritto al voto (94,8% dei partecipanti) votarono a favore dell'indipendenza, superando quindi la soglia. Il 4,0% votò contro l'indipendenza, mentre lo 0,9% emise voti non validi e lo 0,1% restituì i voti non utilizzati. Il 6,5% degli elettori non partecipò alle elezioni.
L'annuncio di Bučar obbligò le autorità slovene a dichiarare l'indipendenza del paese entro sei mesi. Il 25 giugno 1991 venne approvata la Carta costituzionale di base sulla sovranità e l'indipendenza della Repubblica di Slovenia e l'indipendenza venne dichiarata il giorno successivo.
42.274 persone non potevano votare, perché lavoravano all'estero o erano coinvolti in operazioni militari, e non vennero contate nel calcolo dei risultati.